# George Gerald Henderson
George Gerald Henderson (* 30. Januar 1862 in Glasgow; † 22. September 1942) war ein englischer Chemiker und von 1919 bis 1937 Regius Professor of Chemistry an der University of Glasgow.

## Leben
Henderson wurde als zweiter Sohn des Kaufmanns George Henderson in Glasgow geboren. Nichts in seiner frühen Kindheit oder in seiner Herkunft deutete auf eine Karriere in der Wissenschaft hin. Dennoch nahm er ein Studium der Wissenschaften auf, wobei ihn damals das breite Spektrum von Mathematik, Physik, Chemie, Geologie, Botanik und Zoologie erwartete, ein Studium, das eher auf eine breite wissenschaftliche Ausbildung abzielte, als auf eine hohe Spezialisierung. Seine Vielseitigkeit verhalf ihm aber zu besonderen Leistungen, denn er erreichte Auszeichnungen sowohl in der Chemie, als auch in Griechisch. 1881 schloss Henderson sein Chemie-Studium in Glasgow mit Auszeichnung ab. Seine Abschlussarbeit handelte von der Umwandlung von Dolomit in Serpentin.
Henderson erkannte, dass seinem Studium in Glasgow der volle Umfang der organischen Chemie und der physikalischen Chemie fehlten. In einer Reihe von verlängerten Aufenthalten an der Universität Leipzig ergänzte er sein Fachwissen um diesen wichtigen Zweig. Einer seiner Lehrer in dieser Zeit war Johannes Wislicenus.
1884 folgte der Mastertitel in Glasgow. 1889 wurde Henderson zum Leiter der Chemie-Abteilung des Queen Margaret Colleges, der heutigen Queen Margaret University in Musselburgh berufen. In dieser Zeit spielte Henderson eine wichtige Rolle in der Akzeptanz von Frauen, die damals für ein Chemiestudium zugelassen wurden. Glasgow übernahm in der Erziehung von weiblichen Chemikern eine Führungsrolle in Schottland. 1890 promovierte er zum DSc an der University of Glasgow.
1892 wurde er in der Nachfolge von Dittmar zum Freeland-Professor am Glasgow and West of Scotland Technical College berufen, der heutigen University of Strathclyde. Henderson hielt einige Traditionen bei, beispielsweise die quantitative Analyse als den Grundstock der Ausbildung. Nach und nach ergänzte er das Curriculum um Lektionen in organischer und später auch physikalischer Chemie, so dass sich nach und nach ein Lehrvolumen herausbildete, das auch in neuerer Zeit noch als effizientes Ausbildungsprogramm für Chemie erkannt würde.
Zu Hendersons Zeiten gab es noch keine Zugangstests für das Studium, und die Qualität der Studenten unterlag großen Schwankungen. Henderson musste also Mittel finden, die unterschiedlichen Bedürfnisse von Anfängern mit der Vorbereitung von Examensschülern für die Prüfung an der London University zu kombinieren. Er meisterte diese Aufgabe mit Bravour, und behielt – anders als mancher seiner Kollegen – jederzeit Disziplin und Respekt unter seinen Studenten. Seine Vorlesungen waren elegant, Anfang und Ende jeweils so orchestriert, die Aufmerksamkeit zu fesseln und Neugier auf die nächste Vorlesung zu lenken. Seine Experimente waren klar strukturiert, verständlich und mit effektvoller Routine vorgeführt, so dass nur wenigen erkennbar wurde, wie viel Übung und Überlegung in die Vorbereitung eingeflossen war.
1903 veröffentlichte Henderson den ersten Bericht über das Thema, dass ihn für den Rest seines Gelehrtenlebens begleiten würde: Die Terpene.
1919 wurde Henderson zum Regius Professor für Chemie an der University of Glaswog berufen und verließ das West of Scotland College, nachdem er gerade erst wesentlichen Einfluss auf die Errichtung eines neuen Gebäudes und neuer Laboratorien genommen hatte. 1919 strömten die Studenten an die Universitäten zurück, von denen der Krieg sie abgezogen hatte. Henderson half den Zurückkehrenden, die gebrochenen Karrieren zu heilen. Als Dekan der Fakultät übernahm er auch Verantwortung für die Verwaltung der Universität. Neben diesen universitären Verpflichtungen hatte sich Henderson 1914 als Präsident der Society of Chemical Industry zur Verfügung gestellt und übernahm von 1924 bis 1927 die Präsidentschaft des Institutes of Chemistry. 1931 folgte noch die Präsidentschaft der Chemical Society nach 46 Jahren als Fellow.
Schon in den 70ern unternahm Henderson zum zweiten Mal die Aufgabe, ein modernes, chemisches Labor zu planen und die Konstruktion zu beaufsichtigen. Erst, als er diese Aufgabe für vollendet hielt, zog sich Henderson vom Lehrstuhl und der Lehre 1937 zurück. Neben bekannten Schülern wie Ian Heilbron, James Colquhoun Irvine, Alexander Robertson und Alexander Robertus Todd berufen sich viele Chemiker weltweit auf die Ausbildung, die sie unter Henderson genossen.
Am 28. September 1942 verstarb Henderson im gleichen Jahr, in dem seine Frau verstorben war.

## Forschungsinteressen
1989 veröffentlichte Henderson ein Papier mit Experimenten zur Oxidation von α-Pinen mit Chrom(VI)-oxiddichlorid. Damit berührte er ein Gebiet, das er zehn Jahre später erneut aufnehmen sollte, das zu seinem Markenzeichen werden, und die chemische Forschung in Glasgow für 30 Jahre beherrschen würde.
Hendersons Arbeiten befassten sich ausgiebig mit der Chemie von Terpenen, Sesquiterpenen sowie der Chemie von Naturkautschuk, dem Saft des Balatabaums und Guttapercha.

## Ehrungen
1916 wurde Henderson zum Fellow der Royal Society berufen.  1938 wurde Henderson mit einem Ehrendoktor (LLD) der Universität Glasgow geehrt. Die Queen’s University Belfast und die University of St Andrews ehrten Henderson mit einer Ehrendoktorwürde.

## Schriften

### Artikel
- Contributions to the chemistry of the terpenes. Part VII. Synthesis of a monocyclic terpene from thymol (mit Maggie Millen Jeffs Sutherland, B.Sc.) in Journal of the Chemical Society, Vol. 97, 1910

### Bücher
- 1899 An introduction to analytical chemistry
- 1919 Catalysis in industrial chemistry

### Über Henderson
- The life and work of George Gerald Henderson; Ian Heilbron